# Hostavice
Hostavice (německy Hostawitz) jsou bývalá vesnice, dnes městská čtvrť a katastrální území Prahy, součást městské části Praha 14 v městském obvodu Praha 9.

## Historie
První písemné zprávy pocházejí z roku 1432. Do poloviny 19. století měla obec venkovský zemědělský ráz. Staré Hostavice připomíná zvonička nedaleko vchodu do zámeckého parku a vysoký špýchar naproti ní.
V druhé polovině 19. století byla postavena rozlehlá jednopatrová vila, dnes označovaná jako zámek Hostavice.
Po roce 1925 vznikla jižně od Českobrodské ulice část Hostavic, která se jmenuje Jahodnice a měla být původně satelitním zahradním městem pro legionáře.
V roce 1934 koupil zámeček i s pozemky hostavického velkostatku Tomáš Baťa, který chtěl v okolí vybudovat zahradní město. Projekt se ale v plném rozsahu nerealizoval a na nezastavěných pozemcích bylo v předválečné době vojenské cvičiště.
K Praze byly Hostavice připojeny v roce 1968.
Současné Hostavice tvoří několik částí:
- jižně od Českobrodské ulice je část nazývaná Jahodnice,
- severně od Českobrodské ulice a s ní souběžných železničních náspů je historická část Hostavic, za ní ještě dále na severozápad je původně prvorepubliková zástavba rodinných domů,
- v severní části Hostavic, ale východně od Hostavického potoka je kolem náměstí Zdenky Braunerové další novodobá zástavba rodinných domů, vzniklá převážně po roce 1990.

## Bydlení
Na začátku 21. století na území Hostavic v ulici Lucinková začala stavba pěti rodinných vil a dvou bytových domů ve funkcionalistickém stylu. Projekt s názvem Rezidence Klánovice-Čihadla byl dokončen koncem roku 2004. Pár let poté v roce 2007 se dokončila stavba řadového komplexu o pár set metrů dále s malými rodinnými domy. Rozléhá se od ulice Osetá až po ulici Postlova. V komplexu je obsaženo přes 60 rodinných domů. 

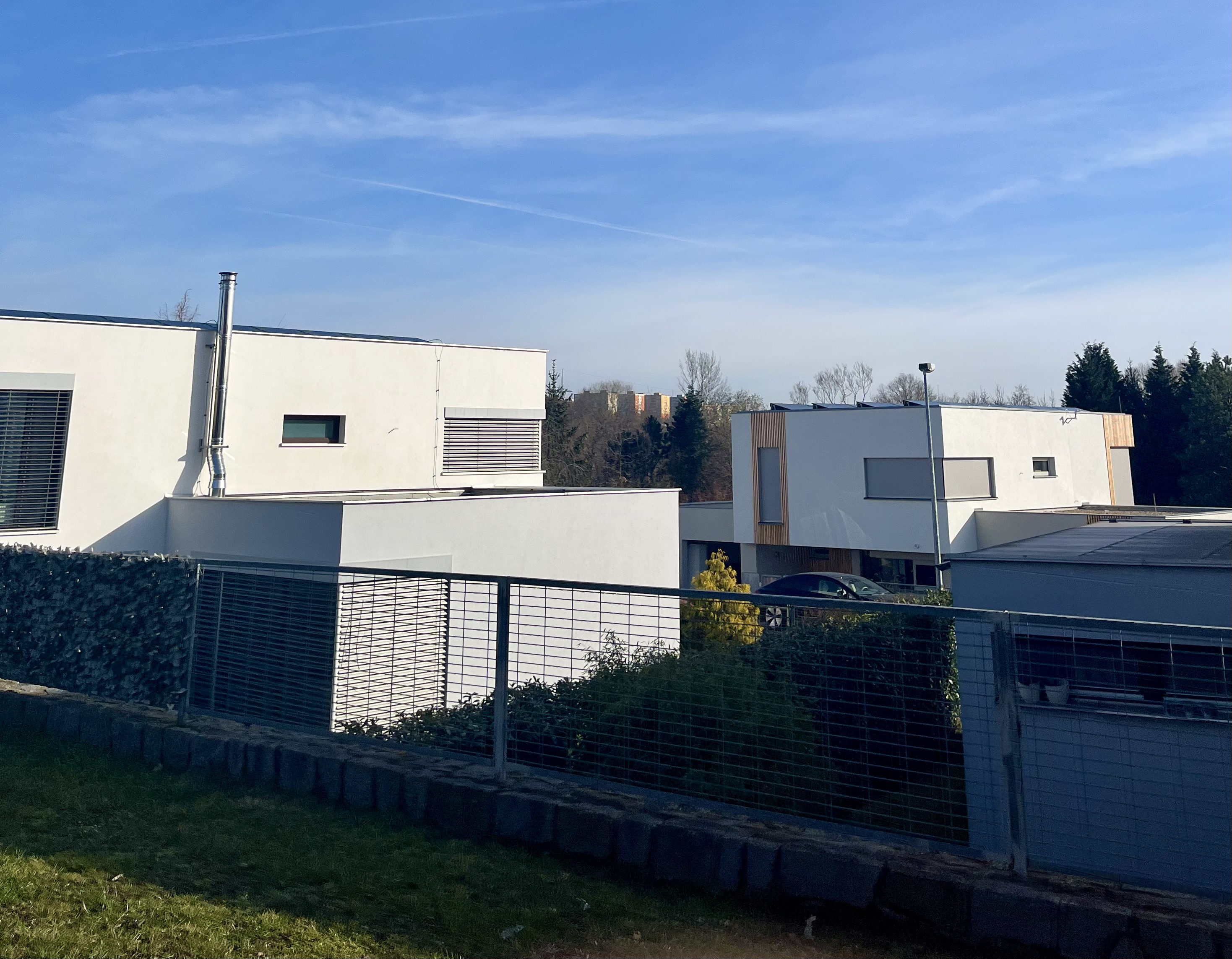
Vily v ulici Lucinková v roce 2023 (pohled z ulice Pilská)

## Životní prostředí
Na území Hostavic zasahuje přírodní park Klánovice-Čihadla a přírodní rezervace V pískovně. V severní části Hostavic rostou dva památné duby ve Farské ulici a další dub v ulici Vidlák.

## Instituce
V hostavickém zámečku sídlila od února 2005 soukromá Vysoká škola tělesné výchovy a sportu Palestra, která se po několika letech přestěhovala do budovy ve Slovačíkově ulici 400/1 v Praze 9-Kbelích.

## Sousední katastry a městské části

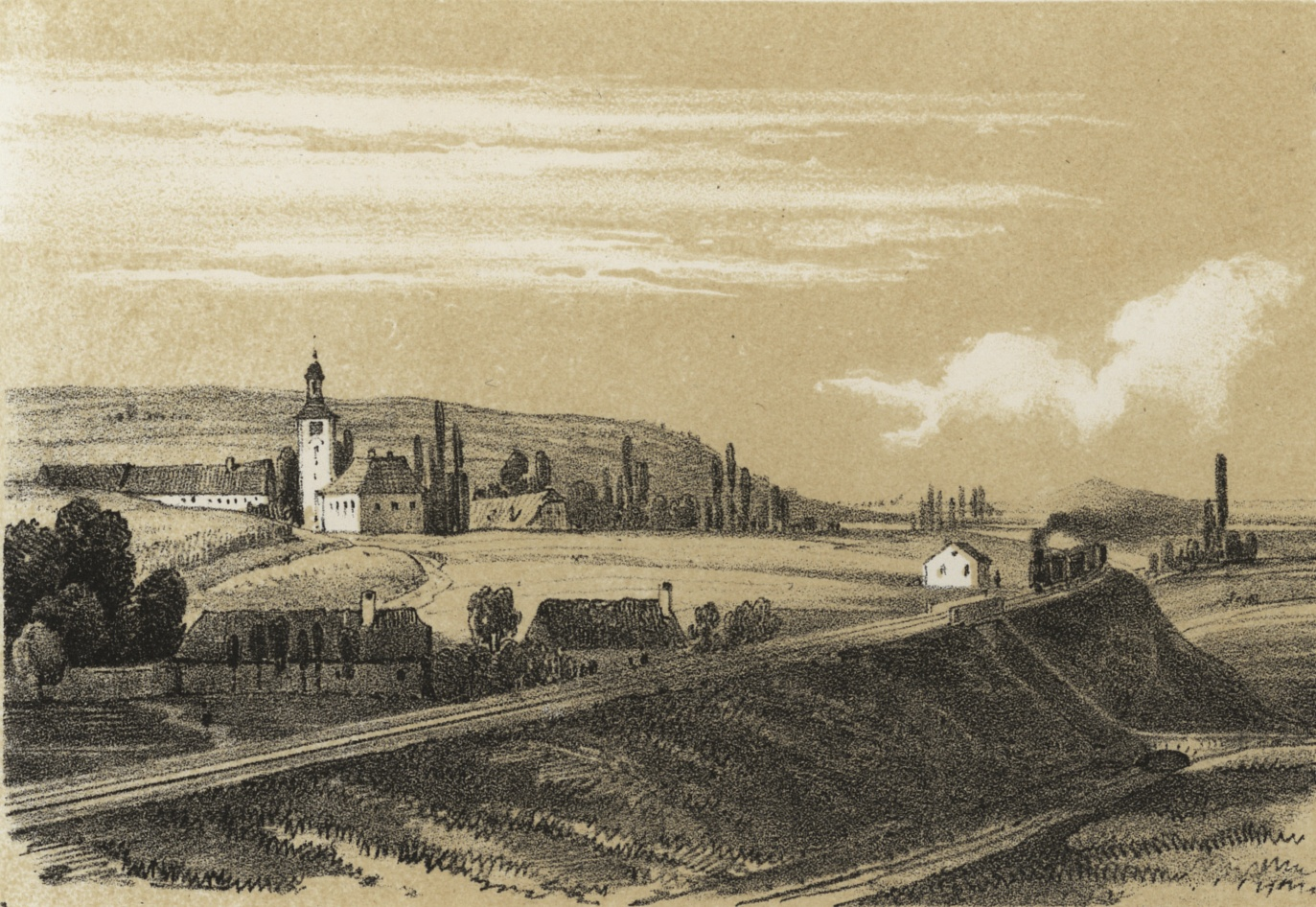
Hostavice v roce 1845 (pohled ke kostelu v Dolních Počernicích, v popředí železniční trať Olomouc-Praha)

- katastrální území Černý Most a Kyje v rámci městské části Praha 14
- městská část Praha-Dolní Počernice (katastrální území Dolní Počernice)
- městská část Praha-Štěrboholy (katastrální území Štěrboholy)